# Stefan Viggo Pedersen

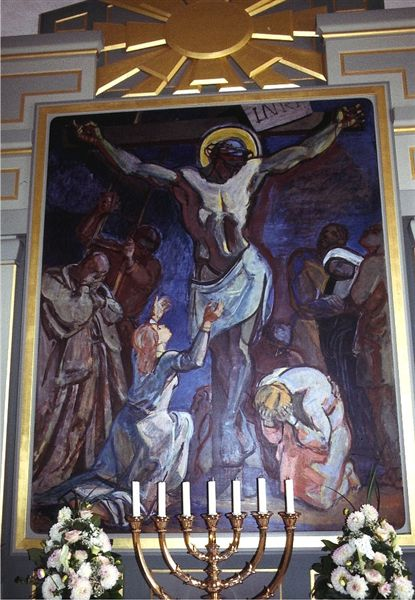
Altartavlan i Søndersø Kirke, utförd av Stefan Viggo Pedersen.

Stefan Viggo Pedersen, född 26 december 1891 i Köpenhamn, död 19 maj 1965, var en dansk konstnär, tecknare och grafiker.
Han var son till Viggo Pedersen och Elisabeth Bella Marie Borup och gift första gången 1919 med Gertrud Helene Klem och andra gången från 1934 med Fritzi Stramback. Pedersen studerade först vid Teknisk Skole i Köpenhamn och därefter för Laurits Tuxen, Viggo Johansen och Peter Rostrup Bøyesen vid Det Kongelige Danske Kunstakademi i Köpenhamn 1910-1914. Han debuterade 1914 Kunstnernes efterårsudstilling. Pedersen kom tidigt under inflytande av Povl Jerndorff och Wilhelm Wanscher som han tidvis arbetade med. Bland hans offentliga arbeten märks en rad monumentalmålningar och altarmålningar för bland annat Søndersø Kirke, Bigum Kirke och Vammen Kirke. Under sin vistelse vid Arild 1911-1916 utförde han en mängd figur- arkitektur- och landskapsmålningar från trakten. Hans övriga konst består av kopior med italienska renässans- och barockmålningar. Pedersen finns representerad vid Moderna museet i Stockholm.